# ジョージ・アダムス・リーランド
ジョージ・アダムス・リーランド（George Adams Leland、1850年9月7日 - 1924年3月17日）は、アメリカ合衆国の医師、教育者。日本政府の招聘により1878年（明治11年）に来日し、1881年（明治14年）まで体操伝習所教授として学校体操の指導者養成に尽力した。

## 来歴
1850年ボストンに生まれる。アマースト大学を経て1874年ハーバード大学医学部に入学。1878年医学博士となった。しかしここで一旦医学を離れることとなる。
これより先の1872年、札幌農学校のクラーク博士の紹介でアマースト大学を訪れた日本の文部大丞田中不二麿が体操場を見学した。エドワード・ヒッチコック博士、ユリウス・ハーレー・シーリー博士と面談した田中はここでの体操教育に深く感銘し、日本の学校でもアマースト式の体操を課そうと決意する。1876年、フィラデルフィアでの博覧会視察のため再度訪米すると、学長となっていたシーリーに対し体操教師招聘の交渉を行った。その結果適任者として推薦されたのがリーランドだった。
リーランドは1878年（明治11年）9月6日に来日するとまず各地の学校を視察し、日本の学校体操は軍隊式の操練の影響が強いと指摘した。同年10月には体操伝習所の開設が決裁され、初代主幹に伊沢修二が任命される。教授内容については当時アマースト大学で行われていた2種類の体操、器械を使ったドイツ体操いわゆる「重体操」と、ダイオ・ルイスが1860年に発表した女性・少年向けの「軽体操」のうち、日本の学校には軽体操が適すると判断した。翌年には軽体操で用いられる唖鈴（鉄アレイ）・球竿・棍棒・木環のほか、クロッケー・クリケット・ベースボール用具1式、握力器・胸囲巻尺・身長測器なども準備された。1879年（明治12年）4月7日、体操伝習所に第1期給費生25名が入学。そのうちの21名が2年後の1881年（明治14年）7月24日に卒業した。主に財政上の理由で契約が更新されなかったため、リーランドは同年7月31日付けで離職。日本を後にした。
その後の体操伝習所は1886年（明治19年）4月に廃止され、高等師範学校体操専修科に引き継がれた。軽体操はリーランドの通訳を務め自ら体操家となった坪井玄道によりその理論が構築され、「兵式体操」に対して「普通体操」と呼ばれるようになる。普通体操は1900年頃のスウェーデン体操の登場まで、学校体育の主たる形式としての地位を保った。
離日後のリーランドはヨーロッパで咽喉学、耳学の研究に専念した。1882年10月帰国。翌年のボストンYMCA体育館の医務責任者から医学の道を着実に進み、1912年米国咽喉学会会長就任。1914年ダートマス医学校咽喉科名誉教授となる。1919年日本政府から勲四等章を受章。1924年没。

## 関連文献
- 今村嘉雄『十九世紀に於ける日本体育の研究』不昧堂書店、1967年。doi:10.11501/2512229。 NCID BN07280421。NDLJP:2512229。
  - 今村嘉雄『十九世紀に於ける日本体育の研究』（修訂）第一書房、1989年。 NCID BN03535225。
- 今村嘉雄 『学校体育の父リーランド博士』 不昧堂書店、1968年
- 古賀徹「「体操」科導入の系譜 : 明治初期初等教育教科内容における米国の影響・日米比較研究の一環として(高田由夫先生古希記念号)」『教育學雑誌』第31巻、日本大学教育学会、1997年、65-78頁、doi:10.20554/nihondaigakukyouikugakkai.31.0_65、ISSN 0288-4038、NAID 110009901505。
- 大櫃敬史「リーランド招聘に関する経緯 : アマースト大学所蔵文書の分析を中心として」『北海道大学教育学部紀要』第73号、北海道大學教育學部、1997年6月、1-34頁、ISSN 04410637、NAID 110000341078。
  - 大櫃敬史「文部省雇教師G.A. リーランドの滞日書簡：日本近代体育の一断面」『北海道大学教育学部紀要』第78号、北海道大學教育學部、1999年6月、1-28頁、ISSN 04410637、NAID 120000955437。
  - 大櫃敬史「G. A リーランドとアメリカン・ボード : 来日米国人宣教師文書及びリーランド書簡（1880年10月17日付）の分析を通して」『北海道大学大学院教育学研究院紀要』第107巻、北海道大学大学院教育学研究院、2009年、25-36頁、doi:10.14943/b.edu.107.25、ISSN 18821669、NAID 120001377329。
  - 大櫃敬史『日米体育交流に関する実証的研究 : アマースト方式の導入と日本近代体育の成立』学文社、2015年。ISBN 9784762025570。 NCID BB19528858。
- 大櫃敬史編著 『近代日本体育の父 リーランド博士全集 1 アマースト大学と体育教育の成立』 紫峰図書、2003年9月、ISBN 4915911039